# Friedrich Brodersen

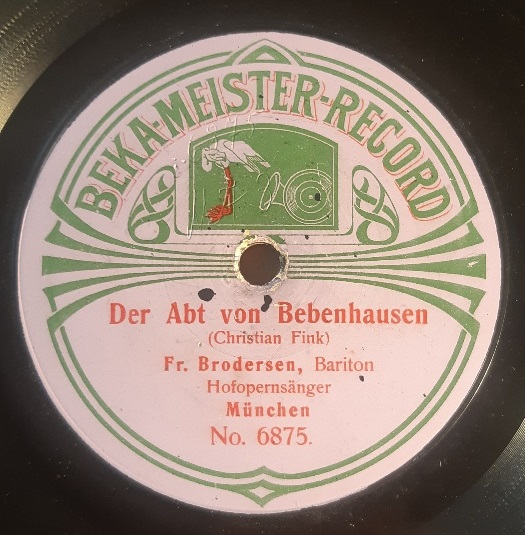
Schallplatte von Friedrich Brodersen (München 1906)

Friedrich Brodersen, Pseudonym Friedrich Brode (* 1. Dezember 1873 in Boll; † 19. März 1926 in Krefeld) war ein deutscher Opernsänger (Bariton).

## Leben
Brodersen, Sohn des Verwalters in Bad Boll, widmete sich zunächst technischen Studien an der Baugewerbeschule Stuttgart, nach deren Absolvierung er als Ingenieur und Architekt tätig war. Schon als Student fiel seine schöne Stimme auf, und da dieselbe an Stärke immer zunahm, nahm er Gesangsunterricht bei Heinrich Bertram und wurde nach einem Probesingen am Stadttheater Nürnberg (1900) engagiert. 1903 wurde er für das Münchner Hoftheater verpflichtet, wo er bis 1920 wirkte.
Später war er als Konzertsänger tätig, vornehmlich als Lied-Interpret. Seine Tochter, die Pianistin Linde von Sauer-Brodersen, spielte dabei häufig für ihn am Flügel.
Nach Brodersen ist die Brodersenstraße im 13. Münchner Stadtbezirk benannt. Seine Grabstätte auf dem Münchner Waldfriedhof existiert nicht mehr.
Aufnahmen auf G&T (München 1905), Beka (München 1906 und 1908), Dacapo (München 1908), Pathé (Berlin 1911–12), Parlophon (Berlin 1921), Odeon (Berlin 1922–23) und Homocord (Berlin 1924). Die 1908 auf Beka und Dacapo gesungenen volkstümlichen Lieder sind unter dem Namen "Friedrich Brode" gesungen. Eine Test-Aufnahme für Edison (1912) wurde auf Marston-Records wiederveröffentlicht.